# Pázmándy Dénes (1848–1936)
Szomori és somodori legifjabb Pázmándy Dénes (Kömlőd, 1848. július 10. – Budapest, Ferencváros, 1936. április 22.) országgyűlési képviselő, publicista.

## Élete
Pázmándy Dénes és Domonkos Lídiának (Jókai »Arany ember« leányának) fia. A gimnáziumot Pesten a reformátusoknál végezte. 1864-ben Berlinbe ment, az ottani egyetemen a jog- és államtudományokat hallgatta, azután továbbképzése végett Párizsban időzött és az ottani irodalmi, művészi, színészi körök nevezetességeivel ismerkedett, a kapcsolódó tudományszakokat hallgatta. Kapcsolatait később is fenntartotta és több ízben meglátogatta Párizst. 1872-ben külföldről, gazdag tapasztalások birtokában hazatérve, rövid időre a közös hadügyminisztérium szolgálatába lépett, hogy magát diplomatává képezze, de e hivatalát csakhamar elhagyta és Pestre tette át lakását.
1878-ban Vas vármegye körmendi kerületében képviselővé választották radikális szabadelvű program alapján, s az egyesült ellenzék soraiban foglalt helyet. Az 1881-84. évi országgyűlési ciklusra mint függetlenségi párti politikust Körmenden újra megválasztották. Gosztonyban (Vas megye) volt úri laka. Az 1884–1887. évi országgyűlésről elmaradt, de az arra következő választás alkalmával a zalaegerszegi kerület függetlenségi párti képviselője lett és tagja volt a pénzügyi bizottságnak.
Buzgó tagja volt a békekongresszusnak (Interparlamentáris Unió – IPU), melynek 1895-ös brüsszeli ülésén a román nemzetiségi képviselők által felterjesztett magyarországi nemzetiségi kérdés lekerült a napirendről, és öt ellenszavazat mellett az 1896. évi békekongresszus helyszínéül a honfoglalás ezredéves ünnepét ülő Budapestet jelölte ki a kongresszus, amelyben Apponyi Albert gróf és Jókai Mór mellett Pázmándy Dénesnek is nagy érdeme volt.
1919-ben a szegedi kormányt képviselte Párizsban. Halálát szívizomelfajulás okozta. Sírja a Kerepesi úti temetőben található (48/2-1-39). Felesége Takácsi Katalin volt.

## Írásai
Politikai, társadalmi útleírásokat írt könnyű, élénk és humorisztikus tollal a hazai és a francia lapokba, így a Honba (1867. 94. és következő számok, Eredeti külföldi levelezések), a Magyarország és a Nagyvilágba s a Reformba (1867. A párisi színházakról, 1874. 220., 253. sz. Levelek Svájcból, A Vierwaldstätti tó mellől, 261. Látogatás Dumasnál, A normandi partokról, 1875. 44-65. szám, A nemzeti színház reformja, A párisi színházakról), a Pesti Naplóba (1879. 212. sz. Bucsúztatója Marcot Alfred a «Temps» budapesti levelezője fölött, átvették a többi lapok is), az Egyetértésbe (1884. 89., 90. sz. Adam asszony útja az Alföldön), a Nyugatmagyarországi Hiradóba (1895. 47. sat. sz. A pozsonyi magyar színészet állandósításáról, előadás a Toldy-körben febr. 24.), a Budapester Tagblattnak is munkatársa volt.
Szerkesztette és kiadta a Delejtű című politikai napilapot 1871. decembertől 1872. március 17-ig, összesen 71 számát és ennek folytatását a Haladást 1872. március 19-től május 9-ig Budapesten.
Országgyűlési beszédei a Naplókban vannak.
Álneve: Coffrefort.

## Munkája
- A brüsseli és párisi rendőrség. Bpest, 1876.

### Kéziratban
- Egyik olyan, mint a másik, vígjáték egy felvonásban. Narrey után franciából ford. (Először adták a Nemzeti Színházban 1869. jún. 11.).